# Deportivo Independiente Medellín
O Deportivo Independiente Medellín, mais conhecido como Independiente Medellín ou DIM, é um clube de futebol colombiano com sede na cidade de Medellín. Foi seis vezes campeão do Campeonato Colombiano, uma vez semifinalista da Copa Libertadores da América, e tem uma grande rivalidade com o outro clube da cidade, o Atlético Nacional.

## História
A Corporación Deportiva Independiente Medellín foi fundada em 1913, na cidade de Medellín. Conquistou seu primeiro título colombiano em 1955 e o segundo em 1957, o destaque da campanha do primeiro título foi Efraín Sánchez. Passou 45 anos sem conquistas, jejum quebrado em 2002, quando o DIM conquistou seu terceiro campeonato nacional, vencendo o Deportivo Pasto. Em 2004, foi campeão ao vencer o seu grande rival, o Atlético Nacional. Seu último título foi em 2016, quando passou pelo Junior Barranquilla.

## Títulos

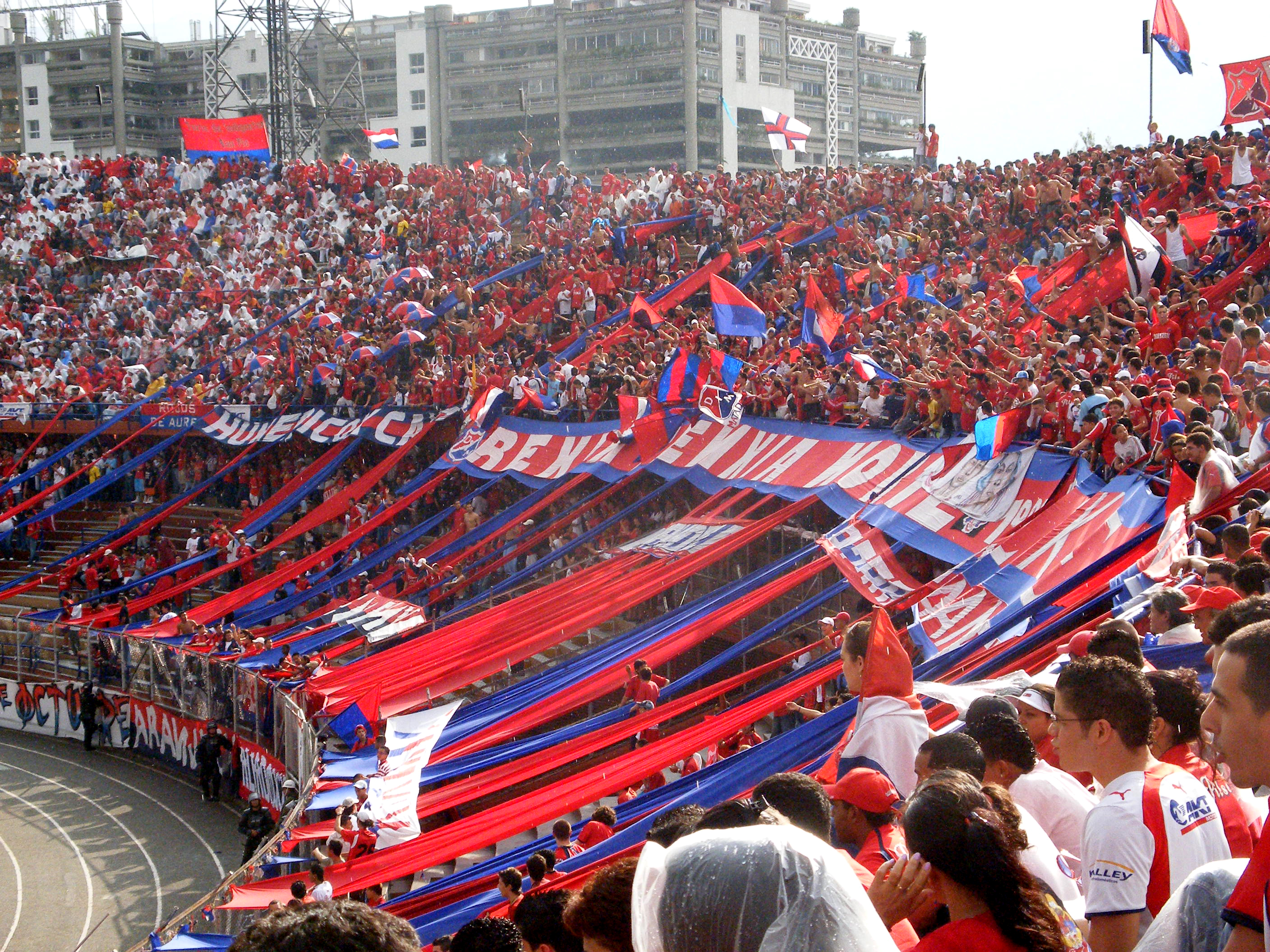
Torcida do Independiente Medellín.

| Nacionais | Nacionais             | Nacionais | Nacionais                                     |
|           | Competição            | Títulos   | Temporadas                                    |
| --------- | --------------------- | --------- | --------------------------------------------- |
|           | Campeonato Colombiano | 6         | 1955, 1957, 2002-II, 2004-I, 2009-II e 2016-I |
|           | Copa Colômbia         | 3         | 1981, 2019 e 2020                             |

### Campanhas de destaque
- Copa Libertadores da América: 3º lugar - 2003.
- Vice-campeão do Campeonato Colombiano: 1959, 1961, 1963, 1993, 2001, 2008-II, 2012-II, 2014-II, 2015-I, 2018-II, 2022-II, 2023-I e 2025-I
- Copa da Colombia: 2017
- Supercopa da Colombia: 2017

## Dados do Clube
- Temporadas na primeira divisão: 94 (50 torneios largos e 44 torneios curtos).
- Temporadas na segunda divisão: Nenhuma.
- Maior goleada a favor:
  - Em campeonatos nacionais: Independiente Medellín 9-5 contra o Independiente Santa Fe, em 9 de junho de 1957.
  - Em competições internacionais:
    - Em Copa Libertadores:
      - Atletico Paranaense 0-4 Independiente Medellín, em 2005.
      - Independiente Medellín 4-0 Peñarol, em 28 de janeiro de 2009.
      - Independiente Medellín 4-0 Deportivo Táchira, em 4 de fevereiro de 2020.

    - Em Copa Sul-Americana:
      - César Vallejo 1-5 Independiente Medellín, em 7 de maio de 2024.
- Maior goleada recebida:
  - Em campeonatos nacionais: Atlético Junior 8-3 Independiente Medellín, em 31 de outubro de 1948.
  - Em competições internacionais : Banfield 3-0 Independiente Medellín, em 2005.
- Melhor lugar na Liga: 1º (6 vezes).
- Pior lugar no Liga: 18º.
- Máximo goleador: Germán Cano, 129 gols.
- Participação internacional:
  - Taça Libertadores da América (10):
  - 1967, 1994, 2003, 2005, 2009, 2010, 2017, 2019, 2020, 2023.
  - Copa Sul-Americana (7):
  - 2006, 2016, 2017, 2018, 2022, 2023, 2024.
  - Copa Conmebol (1):
  - 1995.

## Rivalidades

### Clásico paisa
O "El Clasico Paisa" é o enfrentamento dos dois principais clubes da cidade colombiana de Medellin, envolvendo o Atlético Nacional (verdolagas) e o Independente Medellín (rojos). A rivalidade entre os dois clubes nasceu em 1948, quando o Atlético Nacional foi derrotado por 3-0 pelo Independente Medellín.

## Jogadores destacados
| 1950's - Oscar Restrepo - Efraín 'Caimán' Sánchez - Carlos Arango - Jorge Méndez - Leonel Montoya - Roberto Drago - Segundo Titina Castillo - Pedro Roque Retamozo - José Manuel Moreno - René Seghini - Felipe Marino - Lidoro Soria - Orlando Larraz - Antonio Sacco - Juan Carlos Toja - Lauro Rodríguez - Luis Guzman - Lorenzo Calonga 1960's - Héctor Echeverri - Mario Agudelo - Perfecto Rodríguez - Ricardo José Ramaciotti - Omar Oreste Corbatta |  | 1970's - Ponciano Castro - Javier Tamayo - Daeio Lopez - Nolberto Molina - Álvaro Santamaría - Jorge Gallego - Álvaro Escobar - Eladio Vasquez - Bernardo Aristizábal - José Pekerman - Juan Carlos Sarnari - Hugo Horacio Londero - José Velásquez - Hugo Sotil 1980's - Luis Carlos Perea - Leonel Álvarez - Gildardo Gómez - Hernán Darío Gómez - Oscar Pareja - Carlos Castro - John Wilmar Pérez - Gabriel Jaime Gomez - Jorge Olaechea - Eduardo Malasquez - Franco Navarro - Libardo Velez - Carlos Aguilera - Rafael Villazan - Carlos Horacio Salinas - Hector Ramon Sossa - Juan Carlos Letelier |  | 1990's - Carlos Valderrama - René Higuita - Henry Zambrano - Carlos Estrada - Giovanny Hernández - Adolfo Valencia - Ivan Valenciano - Luis Barbat - Oscar Juarez 2000's - Elkin Murillo - Alexander Jaramillo - Julián Viáfara - Jorge Horacio Serna - Luis Amaranto Perea - Malher Tressor Moreno - John Javier Restrepo - David Montoya - Roberto Carlos Cortés - Andrés Orozco - Jaime Alberto Castrillón - David González - Neider Morantes - Rafael Castillo Galvis - Mauricio Molina - Juan Pablo Pino - Felipe Baloy - Aldo Bobadilla - Germán Cano |

## Sedes e estádios

### Atanasio Girardot
O Estádio Atanasio Girardot é um estádio localizado em Medellín, na Colômbia. É o local onde o Independiente Medellín manda suas partidas de futebol. 
Inaugurado em 19 de Março de 1953 e de propriedade da prefeitura de Medellín, tem capacidade para 52.872 torcedores, faz parte do complexo esportivo da cidade, recebendo os mais diversos eventos, esportivos ou culturais.
É também a casa do clube de futebol Atlético Nacional. Foi uma das sedes da Copa América 2001, vencida pelo país anfitrião.
O nome do estádio e do complexo esportivo homenageia Atanasio Girardot (1791 - 1813), héroi da independência da Colômbia e da Venezuela.